# Päts
Päts (estniska: Pedase) är en by (estniska: küla) i Lääne-Harju kommun i landskapet Harjumaa i Estland. Den ligger vid Finska viken, 52 km sydväst om huvudstaden Tallinn. Byn hade 17 invånare år 2011. Päts tillhörde Padis kommun 1992–2017.
Päts ligger 12 km sydväst om centralorten Paldiski. Norr om byn på andra sidan Västersundet ligger Rågöarna. Päts angränsar till byarna Vippal (estniska: Vihterpalu) i väst, Korkis (Kurkse) i öst och Vilivalla i söder.
Päts ligger i en trakt som tidigare beboddes av estlandssvenskar. Nästan alla estlandssvenskar flydde till Sverige i samband med andra världskriget. Päts är det gamla estlandssvenska namnet på byn och det lever kvar på moderna estländska lantmäterikartor i den närliggande Pätsodn (Pätsudden).